# Toni Maurer

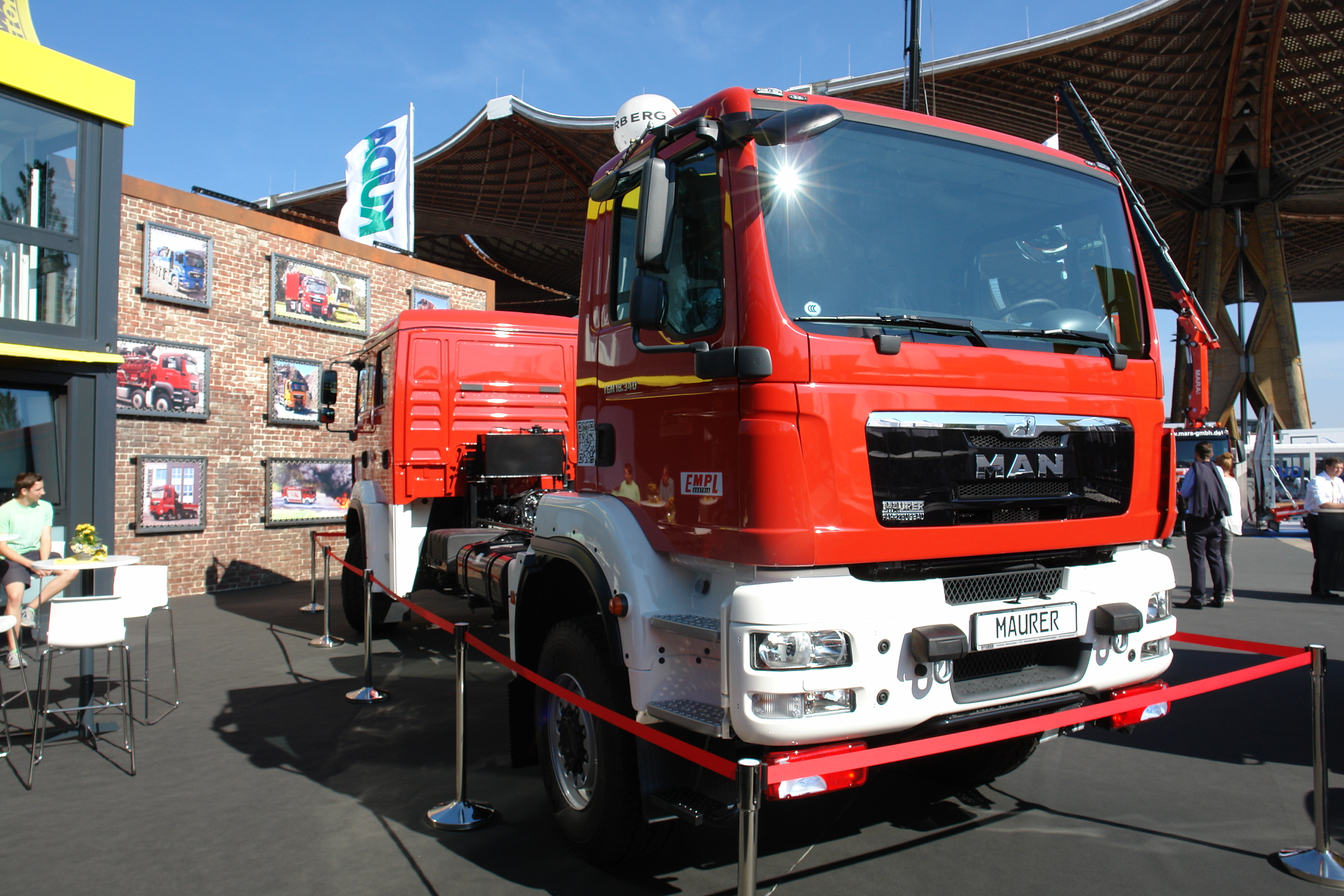
Von Maurer gebautes Zweirichtungs-Feuerwehrfahrzeug

Die Toni Maurer GmbH & Co. KG mit Sitz in Türkheim (Landkreis Unterallgäu, Bayern) ist ein Fahrzeugbauer und LKW-Werkstatt- und Servicebetrieb, insbesondere für Nutzfahrzeuge des Herstellers MAN.
Tätigkeitsschwerpunkt ist neben dem Werkstatt- und Servicebetrieb am Hauptsitz in Türkheim und in den Niederlassungen in Landsberg am Lech und Mauerstetten insbesondere der Sonderfahrzeugbau. Hierzu werden primär Fahrzeuge des Kooperationspartners MAN nach Kundenspezifikationen um- und ausgebaut. So entstehen bei Maurer etwa land- und forstwirtschaftliche Zugmaschinen, Schwerlastzugmaschinen, hochgeländegängige LKW für die Energie und Wasserwirtschaft oder die Arbeit auf Ölfeldern, aber auch expeditionstaugliche Wohnmobile oder LKW für den Rallye-Raid-Sport. Umfangreichere Umbauten tragen nicht mehr die Herstellerbezeichnung MAN, sondern werden unter der Herstellerbezeichnung Maurer in der Herstellerliste des Kraftfahrtbundesamtes geführt.
Das Unternehmen wurde 1963 als Fahrzeugwerkstatt durch Anton „Toni“ Maurer gegründet. 1969 wurde die Zusammenarbeit mit MAN gestartet. Ab 1972 startete der bis heute praktizierte Spezialfahrzeugbau.